# Путешествия Гулливера (мультфильм)
«Путешествия Гулливера» (англ. Gulliver's Travels) — американский полнометражный цветной мультипликационный фильм, снятый студией «Fleischer Studios», экранизация первой части («Путешествие в Лилипутию») одноимённой фантастической тетралогии Джонатана Свифта. Премьера фильма состоялась 22 декабря 1939 года.
Десятый в истории мультипликации полнометражный мультипликационный фильм и первый, произведённый на территории США не студией Уолта Диснея.

## Сюжет
В основном, сюжет соответствует оригинальной книге, однако всё же, используя ключевые моменты книги, авторы мультфильма пошли своим путём. Спасшийся после кораблекрушения Лемюэль Гулливер попадает в страну лилипутов и невольно ввязывается в их конфликт с другой нацией маленьких человечков — Блефуску.

## Создатели
- Продюсер — Макс Флейшер
- Адаптация истории — Эдмонд Сьюард
- Авторы сценария:
  - Дэн Гордон
  - Кэл Ховард
  - Тедд Пирс (в титрах как «Тед Пирс»)
  - Изадор Спарбер (в титрах как «Ай Спарбер»)
  - Эдмонд Сьюард
- Композиторы и авторы текстов песен: Ральф Рэйнджер и Лео Робин
- Атмосферная музыка: композитор и дирижёр — Виктор Янг
- Оператор — Чарльз Шеттлер
- Режиссёры-мультипликаторы:
  - Сеймур Найтел
  - Уиллард Боуски
  - Том Палмер
  - Грим Нэтвик
  - Уильям Хеннинг
  - Роланд Крэндэлл
  - Томас Джонсон (в титрах как «Том Джонсон»)
  - Роберт Леффингуэлл
  - Фрэнк Келлинг
  - Уинфилд Хоскинс
  - Орестес Кальпини
- Художники-мультипликаторы:
  - Грэм Плэйс
  - Ник Тэйфури (в титрах как «Николас Тэйфури»)
  - Шеймус Калхейн (в титрах как «Джеймс Калхейн»)
  - Арнольд Джиллспай
  - Эл Югстер (в титрах как «Альфред Югстер»)
  - Дэйв Тэндлер (в титрах как «Дэвид Тэндлер»)
  - Джордж Джёрманетти
  - Джо д'Айджело (в титрах как «Джозеф д'Айджело»)
  - Нельсон Дэморест
  - Рубен Гроссмэн
  - Эбнер Найтел
  - Фрэнк Эндрис
  - Отто Фойер
  - Джозеф Ориоло
  - Гарольд Уокер
  - Лод Росснер
  - Джо Миллер
  - Фрэнк Смит
  - Эдвин Рэберг
  - Бен Клоптон
  - Джеймс Дэвис
  - Стив Муффати (в титрах как «Стивен Муффатти»)
  - Ирв Спектор (в титрах как «Ирвинг Спектор»)
  - Сэм Стимсон
  - Джордж Морено
  - Тед Дюбуа
  - Уильям Стёрм
  - Лоу Зукор
  - Уильям Нолан (в титрах как «Билл Нолан»)
  - Стэн Квэкенбуш
  - Роберт Бентли
  - Эдвард Смит
  - Сёрстон Харпер
  - Тони Пэбиэн
- Режиссёр: Дэйв Флейшер